# Livø
Livø es una isla de Dinamarca, situada en el Limfjorden. La isla ocupa una superficie de 320 ha.
Existía una institución que albergaba a hombres  "moralmente deficiente".